# Jerome Karle
Jerome Karle (født 18. juni 1918, død 6. juni 2013) var en amerikansk kemiker, der sammen med Herbert A. Hauptman blev tildelt Nobelprisen i kemi i 1985 for deres afgørende indsats for udvikling af direkte metoder for krystalstrukturbestemmelse.